# Hippodrome de Strasbourg-Hœrdt
 (avril 2025).
L’hippodrome de Strasbourg-Hoerdt est un champ de courses hippiques situé à Hoerdt dans le Bas-Rhin, à 15 km au nord de Strasbourg, en France.

## Historique
L'hippodrome originel de la Société des courses de Strasbourg se situait entre 1924 et 1939 à proximité du pont du Rhin et du centre équestre de Strasbourg, à l'emplacement actuel du Jardin des Deux Rives. La décision fut prise en 1967 d'implanter un nouvel hippodrome sur la commune de Hoerdt et il fut inauguré le 6 septembre 1970. Les tribunes actuelles furent réalisées en 1976.

## Courses
C'est un hippodrome ouvert au galop et au trot avec une piste de galop de 1 800 m en gazon avec corde à droite et une piste de trot de 1 280 m en mâchefer avec corde à droite.
Les courses ont généralement lieu un dimanche sur deux entre février-mars et juin et entre septembre et novembre, soit un total annuel de 17 à 18 réunions de courses. Pour l'année 2008, 17 réunions de courses ont eu lieu dont 6 en simultané avec les grands hippodromes parisiens. Les meilleurs jockeys et chevaux se retrouvent alors à Hoerdt et les turfistes parisiens peuvent parier sur eux.